# Ефрем (Хомяк)
Епи́скоп Ефре́м (укр. Єпископ Єфрем, в миру Валентин Богданович Хомяк, укр. Валентин Богданович Хом’як; род. 3 февраля 1990, Вербень, Ровенская область) — архиерей Православной церкви Украины, епископ Васильковский (с 2023), викарий Киевской епархии.

## Биография
Родился 3 февраля 1990 года в Вербени, в Ровенской области в семье рабочих.
С 1996 по 2007 год обучался в Вербенской школе I—III ступеней, а в 2007 году поступил в Ровненскую духовную семинарию (стационар) и Международный экономико-гуманитарный университет имени академика Степана Демьянчука на факультет массовой коммуникации и информационных технологий (заочно). С сентября 2009 года зачислен на 3 курс Киевской православной богословской академии. В 2011 году окончил университет и получил диплом бакалавра по специальности журналистская работа в печати и информагентствах. Летом 2011 года поступил в магистратуру Киевской православной богословской академии.
31 августа 2011 года по благословению патриарха Киевского и всея Украины Филарета (Денисенко) зачислен послушником в Свято-Михайловский Златоверхий монастырь города Киева. 31 декабря 2011 года по благословению священноархимандрита монастыря патриарха Филарета, наместником монастыря епископом Агапита (Гуменюка) был пострижен в рясофор (иночество).
15 марта 2012 года наместником монастыря епископом Вышгородским Агапитом был пострижен в монашество с именем Ефрем в честь святого священномученика Ефрема, епископа Херсонесского.
18 марта 2012 года, в 3-е воскресенье Великого поста, Крестопоклонное, в Михайловском соборе Свято-Михайловского Златоверхого монастыря епископом Вышгородским Агапитом (Гуменюком) хиротонисан во иеродиакона и в тот же день назначен заведующим канцелярией Михайловского Златоверхого монастыря.
19 августа 2012 года, в 11-е воскресенье по Пятидесятнице в праздник Преображения Господня епископом Агапитом (Гуменюком) хиротонисан во иеромонаха.
23 августа 2012 года успешно сдал вступительные экзамены и был зачислен в аспирантуру Киевской православной богословской академии.
13 апреля 2015 года, ко дню Святой Пасхи, в Свято-Михайловском Златоверхом соборе патриархом Филаретом (Денисенко) награждён наперсным крестом.
4 апреля 2019 года в Вербное воскресенье за богослужением в Свято-Михайловском Златоверхом соборе блаженнейшим митрополитом Епифанием возведён в сан игумена, 21 марта 2021 года там же награждён крестом с украшениями, а 20 июня 2021 года в возведён в сан архимандрита.

## Епископское служение
2 февраля 2023 года решением Священного синода Православной церкви Украины был избран для рукоположения в сан епископа Васильковского, викария Киевской епархии.
25 февраля 2023 года, в конце Всенощного бдения в Свято-Михайловском Златоверхом соборе митрополитом Киевским и всей Украины Епифанием наречён во епископа.
26 февраля 2023 года в Свято-Михайловском Златоверхом кафедральном соборе состоялась его архиерейская хиротония. Хиротонию совершили: митрополит Киевский и всея Украины Епифаний (Думенко), митрополит Винницкий и Барский Симеон (Шостацкий), митрополит Переяславский и Вишневский Александр (Драбинко), митрополит Ровенский и Острожский Иларион (Процик), митрополит Белоцерковский Евстратий (Зоря), архиепископ Луганский и Старобильский Лаврентий (Мигович), епископ Запорожский и Мелитопольский Фотий (Давиденко), епископ Хмельницкий и Каменец-Подольский Павел (Юристый), епископ Богородчанский Феогност (Бодоряк) и епископ Черниговский и Нежинский Антоний (Фирлей).